# ألكساندروس كوروس
ألكساندروس كوروس (باليونانية: Αλέξανδρος Κούρος)‏ هو لاعب كرة قدم يوناني في مركز الدفاع، ولد في 21 أغسطس 1993 في Poliçan ‏ في ألبانيا. شارك مع منتخب اليونان تحت 19 سنة لكرة القدم ومنتخب اليونان تحت 20 سنة لكرة القدم ومنتخب اليونان تحت 21 سنة لكرة القدم. أما مع النوادي، فقد لعب مع نادي أتروميتوس ونادي بانيونيوس.

## وصلات خارجية
- ألكساندروس كوروس على موقع قاعدة بيانات كرة القدم.إي يو (الإنجليزية)
- ألكساندروس كوروس على موقع Soccerway.com (الإنجليزية)
- ألكساندروس كوروس على موقع عالم كرة القدم.نت (الإنجليزية)